# Цыганка (приток Ничлавы)
Цыганка (укр. Циганка, Циганьска) — река на Украине, протекает по территории Чортковского района Тернопольской области. Левый приток реки Ничлава (бассейн Днестра).
Берёт начало около села Лосяч. Долина V-образная, в отдельных местах каньоноподобная. Глубина в низовьях — 90 м, ширина — до 2,5 км, пойма узкая, прерывистая. Русло слабоизвилистое, шириной 2-3 м, местами до 10 м. Уклон реки 4,1 м/км.
Питание смешанное с преобладанием снегового. Ледостав с декабря до конца февраля — начала марта.
Есть пруды, использующиеся для хозяйственных нужд.